# RNK helikaza
RNK helikaza (EC 3.6.4.13, CSFV NS3 helikaza, DBP2, DbpA, DDX17, DDX25, DDX3, DDX3X, DDX3Y, DDX4, DDX5, DEAD-box protein DED1, DEAD-kutija RNK helikaza, DEAH-kutija protein 2, DEAH-kutija RNK helikaza, DED1, Dex(H/D) RNK helikaza, EhDEAD1, EhDEAD1 RNK helikaza, eIF4A helikaza, KOKV helikaza, Mtr4p, nestrukturni protein 3 helikaza, NPH-II, RHA, RNK helikaza A, RNK helikaza DDX3, RNK helikaza Hera, RNK-zavisna ATPaza, TGBp1 NTPaza/helikaza domen, VRH1, GRTH/DDX25) je enzim sa sistematskim imenom ATP fosfohidrolaza (odvijanje RNK heliksa). Ovaj enzim katalizuje sledeću hemijsku reakciju
ATP + 2O {\displaystyle \rightleftharpoons } ADP + fosfat
RNK helikaze koriste energiju ATP hidrolize za odvijanje RNK molekula.

## Literatura
- Nicholas C. Price; Lewis Stevens (1999). Fundamentals of Enzymology: The Cell and Molecular Biology of Catalytic Proteins (Third изд.). USA: Oxford University Press. ISBN 019850229X.
- Eric J. Toone (2006). Advances in Enzymology and Related Areas of Molecular Biology, Protein Evolution (Volume 75 изд.). Wiley-Interscience. ISBN 0471205036.
- Branden C; Tooze J. Introduction to Protein Structure. New York, NY: Garland Publishing. ISBN 0-8153-2305-0.
- Irwin H. Segel. Enzyme Kinetics: Behavior and Analysis of Rapid Equilibrium and Steady-State Enzyme Systems (Book 44 изд.). Wiley Classics Library. ISBN 0471303097.

## Spoljašnje veze
- RNA+helicase на 